# Mycalesis mausonia
Mycalesis mausonia är en fjärilsart som beskrevs av Hans Fruhstorfer 1906. Mycalesis mausonia ingår i släktet Mycalesis och familjen praktfjärilar. Inga underarter finns listade i Catalogue of Life.